# Die Supermonster
Die Supermonster (Super Monsters) ist eine amerikanisch-kanadische Kinder-Animationsserie von Avi Arad für Vorschüler, die seit dem 13. Oktober 2017 auf Netflix erscheint. Sie handelt von den Kindern berühmter Horror-Monster, die im Kindergarten ihre Superkräfte trainieren. 
Außerdem erschienen seit 2018 bislang zehn Kurzfilme, häufig Specials über Halloween/Tag der Toten und Weihnachten, sowie zwei Ableger: eine Musikvideokollektion und ein Spin-off zu Monster-Tieren mit einer Staffel. 
Die Erstausstrahlung im Fernsehen war in den Vereinigten Staaten am 19. Oktober 2019 auf Discovery Family und begann in Deutschland am 26. Oktober 2020 auf Super RTL.

## Handlung
Die tagsüber wie Menschen aussehende Kinder der bekannten Horrorfiguren werden abends in den Pitchfork-Pines-Kindergarten gebracht und verwandeln sich dort bei Sonnenuntergang mit dem Spruch „Die Sonne geht. Die Monster kommen.“ in ihre Monsterversionen – Vampir, Frankenstein, Werwolf, Mumie, Hexe – sowie entsprechend bei Sonnenaufgang mit dem Spruch „Die Sonne kommt. Die Monster gehen.“ in ihre Menschenform zurück, bevor sie von ihren Eltern abgeholt werden. Während der Nacht lernen sie unter ihren Lehrern Igor und Miss Esmie sowie mit Klassenhaustier Hamster Glorb, dem Fledermausflügel wachsen, im Kindergarten oder bei Ausflügen Verhaltenslektionen und üben ihre speziellen Superkräfte ein. Mit der Zeit kommen auch neue Kinder in die Klasse: zu Beginn der Serie ein Zombie, zu Beginn der zweiten Staffel ein Drache, in dem Film Schulanfang für die Supermonster vor der dritten Staffel ein Zuckerskelett.
In dem Film Tierisch gute Freunde (2019) finden sie unter den Monster-Haustieren ihren Monster-Match, mit dem sie ein magisches Band verbindet, wodurch sie eine zusätzliche Superkraft erhalten. In dem Spin-off Die Supermonster und ihre Monstertiere verbringen die Tiere Zeit miteinander ohne ihre Monster und können sprechen. In Die neue Klasse (2020) gibt es eine neue Klasse jüngerer Kinder, während die bisherige Klasse als ältere in den lila Raum aufsteigt.

## Figuren

### Kinder
- Drac Shadows (shadow englisch für Schatten) ist der Sohn von Graf Dracula aus Transsilvanien und wie dieser ein Vampir mit Umhang, dem gerade sein erster spitzer Eckzahn wächst. Er ist sehr selbstsicher und tritt cool auf, aber wird manchmal auch übermütig und angeberisch. Seine Superkraft ist zu fliegen und sein Hobby Zaubertricks vorzuführen. Außerdem benutzt er einen Flugbumerang (siehe Baterang). Sein Monster-Match sind die Flugziegen Bubble und Trouble und verleiht ihm als zusätzliche Superkraft Teleportation.
- Katya Spelling (spell englisch für Zauberspruch) ist wie ihre Mutter eine Hexe mit einer Katze Henri als Haustier. Sie besitzt einen Zauberstab, mit dem sie Zaubersprüche wirken kann, und einen Übungsbesen, um fliegen zu lernen. In dem Kessel ihrer Mutter bereitet sie Punsch. Henri wird ihr Monster-Match, wodurch ihre Zauberstabmagie verstärkt wird.
- Lobo Howler (lobo spanisch für Wolf, howl englisch für heulen) ist wie sein Vater, der Feuerwehrmann ist, ein Werwolf, der den Mond anheult. Er ist oft sehr aufgeregt und hyperaktiv und will alles sofort und gleichzeitig machen. Dazu passend ist seine Kraft Supergeschwindigkeit. Zur Werwolfsmagie gehört auch, wenn er bei Vollmond aus einem Buch vorliest, dass die Elemente der Geschichte real werden. Seine Familie stammt aus Mexiko. Sein Monster-Match ist das Zeitluper-Faultier Molasses, durch das er so viel schneller laufen kann, dass er die Zeit verlangsamt.
- Frankie Mash (mash englisch für zerdrücken/-stampfen; siehe auch Monster Mash) ist der Sohn von Frankenstein Mr. Mash. Sie sind beide grünhäutig und werden manchmal von Elektrizität durchzuckt. Seine Kräfte sind Stärke und mit den Füßen aufzustampfen, wodurch die Erde bebt und öfters etwas kaputtgeht. Seine Familie ist jüdisch und feiert Chanukka. Sein Monster-Match ist die Hasilope Jerry, dessen Körper wächst, wenn er flunkert; Frankie erhält dadurch die Fähigkeit, zwischen seiner normalen und Megagröße zu wechseln. Außerdem können er und sein Vater durch ihre Monster-Matche Strom kontrollieren und leiten.
- Cleo Graves (grave englisch für Grab) ist die Tochter von Pharaonin Cleopatra und eine Mumie mit Pharaonenkrone und Bandagen. Sie ist etwas eitel und auf ihr Aussehen und gute Manieren bedacht. Ihre Kraft ist Windmagie, mit der sie Brisen und Stürme beschwören kann, um Sand zu kontrollieren. Außerdem kann sie ihre Bänder auswerfen und als Seile benutzen. Ihr Monster-Match ist der Greif Griffy, dem sie fliegen hilft; durch ihre zusätzliche Kraft verwandelt sich ihre Krone in einen Helm und ihr Skarabäus-Anhänger in ein Flugboard.
- Zoe Walker (walker englisch für Wanderer, Bezeichnung für Zombies in „The Walking Dead“) ist wie ihr Vater ein Zombie und kommt in der ersten Episode neu in den Kindergarten, weswegen sie zunächst noch schüchtern ist. Ihre Kräfte sind, durch Wände gehen zu können, und ein Röntgenblick, also durch Wände und andere Hindernisse hindurchsehen zu können, den sie später zu einem Teleskop-Blick ausbaut. Als Hobbys malt sie Bilder und informiert sich in Bücher. Außerdem beherrscht sie Tiersprachen. Ihr Monster-Match ist das Mond-Einhorn Luna und ihre zusätzliche Superkraft, dass sie beim Durch-Wände-Gehen andere mitnehmen kann.
- Spike Gong (spike englisch für Stachel; und Gong) ist wie seine Mutter ein oranger Drache mit Schuppen und Flügeln und kommt zu Beginn der zweiten Staffel neu in den Kindergarten. Mit Drachenbrüllen kann er Wolken erzeugen und es regnen lassen; mit seinen kleinen Flügeln noch nicht richtig fliegen, aber hopsen. Seine Familie stammt aus China und feiert das Chinesische Neujahr. Sein Monster-Match ist der Phönix Phoebe und lässt seine Flügel wachsen, sodass er damit fliegen kann.
- Vida Calavera (vida spanisch für Leben, calavera für Totenschädel) ist Lobos Cousine, die mit ihrer Familie Tag der Toten feiert. Sie ist ein Zuckerskelett und beherrscht Pflanzenmagie, mit der sie Pflanzen zum Wachsen bringt. Ihr Vater ist wie sie ein Skelett, ihre Mutter, Lobos Tante, ein Wolf und Polizistin. Zunächst wohnt sie in Ciudad Monstruo und kommt nur zu Besuch, später zieht sie nach Pitchfork Pines neben Lobo und kommt neu in den Kindergarten.

neue Klasse:
- Sami Snow (snow englisch für Schnee), wie ihre Mutter ein Schneemonster mit weißen Locken und Hörnern, ist anfangs ein Baby, auf das die Klasse aufpassen muss. Sie beschwört Schnee, der je nach ihrer Laune eine andere Farbe hat.
- Zane Walker ist Zoes Bruder und anfangs noch ein Baby. Neben den Zombiekräften, durch Wände gehen und sehen zu können, ist seine spezielle Fähigkeit die Telekinese, Gegenstände mit einem Fingerzeig zu bewegen, die dabei durch Hindernisse fliegen können.
- Olive ist ein Oger und kann wie Frankie stampfen. In Monstermäßige Weihnachten erhält sie als Ogerzauber Pfefferminzduft.
- Rocky (rock englisch für Fels) ist wie sein Vater Doyle ein Gargoyle mit Flügeln, der aber noch Schwierigkeiten beim Fliegen hat. Im Normalzustand ist seine Haut grau, aber die Farbe ändert sich nach seiner Laune. In Monstermäßige Weihnachten lernt er, den Farbwechsel zu steuern.

nicht im Kindergarten:
- Charlie ist der Sohn von Ranger Ben und wie dieser ein Kentaur. Sie leben im Wald und begegnen der Klasse bei Ausflügen.
- Melusine ist eine Meerjungfrau im See Crystal Lake, der Drac Fliegen beibringt.
- Albert ist ein Menschenkind und mit den Monstern befreundet, aber fürchtet sich leicht und findet Halloween zu gruselig.

### Lehrer und Erwachsene
- Igor und seine Enkelin Miss Esmie sind die zwei menschlichen Lehrer der Kindergartenklasse.
- Dr. Jennifer Jekyll ist die Tierärztin des Klassenhamsters Glorb und leitet den Streichelzoo der Stadt.
- Doyle ist ein Gargoyle, der auf dem Dach des Kindergartens sitzt und schläft.
- Mr. Gabmore ist der Leiter des Naturkundemuseums, zu dem die Klasse oft bei Ausflügen fährt.
- Luigi ist der Besitzer der örtlichen Pizzeria und bringt den Monstern bei Ausflügen Kochen und Backen bei. Später enthüllt er ihnen, dass er ein Oger ist, und heiratet die Bäckerin Oger Abigail. Ogermagie macht, dass alle Oger nach ihrem Lieblingsessen riechen; so Luigi nach Pizza.
- Mrs. Carradine, die neben dem Kindergarten wohnt, ist die Bibliothekarin.
- Ranger Ben ist ein Kentaur und der Waldhüter.
- Der Weihnachtsmann erscheint in den Weihnachtsspecials und ist ein alter Freund von Igor.
- Miss Mina ist die Lehrerin der neuen Klasse. Sie ist ein Monster bislang unbenannter Art und hat regenbogenfarbene Flügel.

### Tiere und Dinge
- Glorb ist das Klassenhaustier, ein oranger Hamster, dem Fledermausflügel und -ohren wachsen.
- Henri ist Katyas blaue Katze, die schon bei ihr ist, seit sie ein Baby war. Später wird Henri Katyas Monster-Match und erhält einen Drachenjuwel als Halsbandanhänger.
- Mo-Mo ist eine rotlila Maus mit Fledermausflügeln und -ohren und der Monster-Match von Katyas Mutter.
- Bubble und Trouble sind zwei Flugziegen, die Strickschlafanzüge in Rot und Blau tragen, und die Monster-Matche von Drac.
- Molasses ist ein langsames rotbraunes Zeitluper-Faultier und der Monster-Match von Lobo, an dem er sich festhält.
- Jerry ist eine Hasilope, ein Hase mit Geweih, dessen Körper wächst, wenn er lügt, und wieder schrumpft, wenn er die Wahrheit sagt. Er ist der Monster-Match von Frankie.
- Griffy ist ein Greifenbaby, dem Cleo dabei hilft, fliegen zu lernen, und wird ihr Monster-Match.
- Luna war zunächst ein graues Einhorn ohne Mähne, bis sich zeigte, dass sie eigentlich ein Mondeinhorn ist mit pinkem Fell und Regenbogenmähne. Sie ist Zoes Monster-Match und kann im Mondlicht Mondregenbogen erzeugen, auf denen sie reiten können, und Dinge einfärben.
- Phoebe ist ein Phönix und kann Sonnenstrahlen abgeben. Sie ist der Monster-Match von Spike.

Dinge:
- Grrbus ist der in Normalzustand gelbe Schulbus des Kindergartens, wird aber nachts ebenfalls lebendig und lilafarben mit einem Monstermaul und einklappbaren Flügeln.
- Viktoria ist eine lebendige, selbstspielende Orgel im Kindergarten.

## Episodenliste

### Staffel 1 (2017)
| Nr. (ges.) | Nr. (St.) | Deutscher Titel                                  | Originaltitel                                  | Drehbuch                                     |
| --- | --------- | ------------------------------------------------ | ---------------------------------------------- | -------------------------------------------- |
| 1 | 1         | Wir sind die Supermonster / Vampire tanzen nicht | Meet the Super Monsters / Vampires Don’t Dance | Kaaren Lee Brown / Noelle Wright             |
| Zoe kommt neu in den Kindergarten. / Drac hat Schwierigkeiten beim Tanzen.                                                                                               |           |                                                  |                                                |                                              |
| 2 | 2         | Hokuspokus / Zauberhilfe                         | Borrowed Trouble / Spell Help                  | Evan Gore & Heather Lombard / Corey Powell   |
| Frankie leiht sich Katyas Zauberstab aus. / Beim Ausflug in die Bücherei hat Katya Schwierigkeiten mit dem Zaubern.                                                      |           |                                                  |                                                |                                              |
| 3 | 3         | Sicherheit für alle / Manieren für Monster       | Safety Fur All / Even Monsters Need Manners    | Kati Rocky / Brad Birch                      |
| Beim Ausflug in den Freizeitpark will Lobo mit allen Fahrgeschäften fahren. / Cleo bringt den anderen gute Manieren bei.                                                 |           |                                                  |                                                |                                              |
| 4 | 4         | Monster im Museum / Verloren und gefunden        | Monsters at the Museum / Lost and Furry One    | Noelle Wright / Evan Gore & Heather Lombard  |
| Beim Ausflug im Museum macht Frankie Dinge kaputt. / Am Tag der Präsentation mitgebrachter Dinge verliert Lobo seinen Silberdollar.                                      |           |                                                  |                                                |                                              |
| 5 | 5         | Die Blaumond-Party / Überraschungen              | Once in a Blue Moon / Zombie Eyes Surprise     | Kati Rocky / Michael Ryan                    |
| Für die Blaumondfeier bereitet Katya Punsch. / Die Monster erhalten Geschenke, aber Zoe verrät die Überraschungen.                                                       |           |                                                  |                                                |                                              |
| 6 | 6         | Übungsbesen / Drac kann alles besser             | Training Bristles / Team of One                | Robert N. Skir / Evan Gore & Heather Lombard |
| Die anderen helfen Katya, mit dem Übungsbesen zu fliegen. / Weil Drac beim Basketball angibt, veranstalten die Monster im Hindernisparcour im Park ein Rennen.           |           |                                                  |                                                |                                              |
| 7 | 7         | Glorb hat Hunger / Tumult im Streichelzoo        | Glorb the Gobbler / Petting Zoo Hullabaloo     | Noelle Wright / Kati Rocky                   |
| Glorb wird von den Monstern überfüttert und wächst an. / Beim Ausflug in den Streichelzoo ist Cleo nervös, neue Tiere kennenzulernen.                                    |           |                                                  |                                                |                                              |
| 8 | 8         | Übung macht den Meister / Der gestiefelte Henri  | Practice Makes Perfect / Henri in Boots        | Michael Ryan / Robert N. Skir                |
| Drac übt vor seiner Zaubershow die Tricks nicht ein. / Als Lobo Der gestiefelte Kater vorliest, wird die Geschichte real.                                                |           |                                                  |                                                |                                              |
| 9 | 9         | Die perfekte Pizza / Wer einmal lügt …           | Oh My, Pizza Pie / Never Cry Werewolf          | Noelle Wright / Robert N. Skir               |
| Beim Ausflug in die Pizzeria lehrt Luigi den Monstern das Pizzabacken. / Lobos Vater stellt seinen Beruf als Feuerwehrmann vor und Glorb lässt sich immer wieder retten. |           |                                                  |                                                |                                              |
| 10 | 10        | Süßes oder Saures / Halloween-Spektakel          | Tricks Before Treats / Halloween Extravaganza  | Noelle Wright                                |
| Die Monster spielen Süßes oder Saures und präsentieren den Menschen ihre Fähigkeiten. / Bei der Halloweenfeier lernen die Monster Spike kennen                           |           |                                                  |                                                |                                              |
| Alle Folgen wurden am 13. Oktober 2017 auf Netflix veröffentlicht. |           |                                                  |                                                |                                              |

### Staffel 2 (2018)
| Nr. (ges.) | Nr. (St.) | Deutscher Titel                                                    | Originaltitel                                         | Drehbuch                                    |
| --- | --------- | ------------------------------------------------------------------ | ----------------------------------------------------- | ------------------------------------------- |
| 11 | 1         | Cleo weiß alles / Schnitzeljagd im Museum                          | Cleo Has the Answers / Spike the Scavenger            | Evan Gore & Heather Lombard / Noelle Wright |
| Spike kommt neu in den Kindergarten. / Beim Ausflug in das Museum will Spike ein Spiel gewinnen.                                                    |           |                                                                    |                                                       |                                             |
| 12 | 2         | Was hilft gegen Hex-auf? / Lampenfieber                            | Cure for the Witchy-Ups / Stage Fright Tonight        | Corey Powell / Robert N. Skir               |
| Katya hat Hexen-Schluckauf. / Bei einer Eltern-Schüler-Talentshow hat Frankies Vater Lampenfieber.                                                  |           |                                                                    |                                                       |                                             |
| 13 | 3         | Doyle, der Ausreißer / Spike soll fliegen lernen                   | Runaway Gargoyle / Project Little Wings               | Evan Gore & Heather Lombard / Corey Powell  |
| Doyle der Gargoyle wird von den Monstern beim Schlafen gestört. / Drac und Katya helfen Spike, fliegen zu lernen.                                   |           |                                                                    |                                                       |                                             |
| 14 | 4         | Vertauschte Superkräfte / Dankeschön für die Lehrer                | Superpowers Swap / Monster-preciation Night           | Robert N. Skir / Noelle Wright              |
| Ein Zauber vertauscht die Superkräfte der Monster. / Um sich bei ihren Lehrern zu bedanken, bedienen die Monster Igor und Esmie in Luigis Pizzeria. |           |                                                                    |                                                       |                                             |
| 15 | 5         | Zauber in der Bibliothek / Monstersitting ist gar nicht so einfach | No Moon, No Matter / Misadventures in Monster Sitting | Robert N. Skir / Corey Powell               |
| In der Bibliothek lassen die Monster ihre Lieblingsbücher wahr werden. / Die Monster sollen auf das Baby Sami Snow aufpassen.                       |           |                                                                    |                                                       |                                             |
| 16 | 6         | Der Schulbus / Wer nascht das Gemüse?                              | Grrbus, the School Bus / The Night Nibbler            | Evan Gore & Heather Lombard / Noelle Wright |
| Die Monster waschen ihren Schulbus. / Das Gemüse im Nachtgarten wird von den Flugziegen angeknabbert.                                               |           |                                                                    |                                                       |                                             |
| Alle Folgen wurden am 5. Oktober 2018 veröffentlicht.                                                                                               |           |                                                                    |                                                       |                                             |

### Staffel 3 (2019)
Die dritte Staffel spielt nach dem Special Schulanfang für die Supermonster.
| Nr. (ges.) | Nr. (St.) | Deutscher Titel                                               | Originaltitel                                       | Drehbuch                         |
| --- | --------- | ------------------------------------------------------------- | --------------------------------------------------- | -------------------------------- |
| 17 | 1         | Mondlicht-Melodie / Der unmögliche Samen                      | Moonlight-Melody / The Impossible Seed              | Robert N. Skir / Latoya Raveneau |
| Beim Liedersingen bringt der Mond Lobo zum Heulen. / Vida benutzt ihre Kräfte im Nachtgarten.                                           |           |                                                               |                                                     |                                  |
| 18 | 2         | Monsterfreunde-Abend                                          | Monster Heart-Friend Night                          | Kaaren Lee Brown / Kerry Glover  |
| Die Monster schenken ihren Freunden Karten. Der besondere Drachenmond hilft ihnen, such die außerhalb von Pitchfork Pines zu erreichen. |           |                                                               |                                                     |                                  |
| 19 | 3         | Verirrt im Kiefernwald / Eine Meerjungfrau in Pitchfork Pines | Lost Among the Pines / A Mermaid in Pitchfork Pines | Bernie Ancheta / Corey Powell    |
| Bei einer Nachtwanderung im Kiefernwald verirren Frankie und Zoe sich. / Am Crystal Lake begegnet Drac einer Meerjungfrau.              |           |                                                               |                                                     |                                  |
| 20 | 4         | Theateraufführung                                             | Putting on a Show                                   | Robert N. Skir                   |
| Katya will mit den Monstern ein Theaterstück zu Alice im Wunderland aufführen.                                                          |           |                                                               |                                                     |                                  |
| 21 | 5         | Grün vor Neid / Hoppla, wir haben die Autos geschrumpft       | Green with Envy / Oops, We Shrunk the Cars          | Latoya Raveneau / Bernie Ancheta |
| Mit Lobos Großmutter passen die Monster auf Zoes Babybruder auf. / Die Monster waschen die Autos ihrer Eltern.                          |           |                                                               |                                                     |                                  |
| 22 | 6         | Ein Oger in Pitchfork Pines                                   | An Ogre in Pitchfork Pines                          | Kaaren Lee Brown                 |
| Als die Monster sich über Oger lustig machen, enthüllt Luigi, dass er ein Oger ist. / Luigi heiratet die Ogerin Abigail.                |           |                                                               |                                                     |                                  |
| Alle Folgen wurden am 4. Oktober 2019 veröffentlicht.                                                                                   |           |                                                               |                                                     |                                  |

## Specials (2018 – )
| Nr. | Deutscher Titel                             | Originaltitel                                 | Erstveröffentlichung USA | Deutschsprachige Erstveröffentlichung (ja) | Drehbuch                                       | Länge |
| --- | ------------------------------------------- | --------------------------------------------- | ------------------------ | ------------------------------------------ | ---------------------------------------------- | ----- |
| 1 | Die Supermonster retten Halloween           | Super Monsters Save Halloween                 | 5. Okt. 2018             | 5. Okt. 2018                               | Kaaren Lee Brown / Evan Gore & Heather Lombard | 24    |
| An Halloween zeigen die Monster Albert, dass er sich nicht fürchten muss. |                                             |                                               |                          |                                            |                                                |       |
| 2 | Die Supermonster und der Wunschstern        | Super Monsters and the Wish Star              | 7. Dez. 2018             | 7. Dez. 2018                               | Evan Gore & Heather Lombard / Robert N. Skir   | 27    |
| An Weihnachten bekommt Lobo Besuch von Vida und Glorbs Wunsch, an allen Aktivitäten teilnehmen zu können, wird erfüllt.                                                                               |                                             |                                               |                          |                                            |                                                |       |
| 3 | Die Supermonster: Tierisch gute Freunde     | Super Monsters Furever Friends                | 16. Apr. 2019            | 16. Apr. 2019                              | Kaaren Lee Brown                               | 58    |
| Die Monster finden unter den Tieren des Streichelzoos ihre Monster-Matche und erhalten neue Fähigkeiten.                                                                                              |                                             |                                               |                          |                                            |                                                |       |
| 4 | Schulanfang für die Supermonster            | Super Monsters Back to School                 | 16. Aug. 2019            | 16. Aug. 2019                              | Corey Powell                                   | 23    |
| Vida zieht nach Pitchfork Pines und kommt neu in den Kindergarten. |                                             |                                               |                          |                                            |                                                |       |
| 5 | Die Supermonster: Vidas erstes Halloween    | Super Monsters: Vida’s First Halloween        | 4. Okt. 2019             | 4. Okt. 2019                               | Bernie Ancheta                                 | 24    |
| Die Monster und Vida teilen miteinander die Traditionen von Halloween und Tag der Toten. |                                             |                                               |                          |                                            |                                                |       |
| 6 | Die Supermonster retten Weihnachten         | Super Monsters Save Christmas                 | 26. Nov. 2019            | 26. Nov. 2019                              | M. J. Offen & Kaaren Lee Brown                 | 24    |
| Die Monster helfen dem Weihnachtsmann, als die Rentiere verschwinden. |                                             |                                               |                          |                                            |                                                |       |
| 7 | Die Supermonster: Die neue Klasse           | Super Monsters: The New Class                 | 1. Aug. 2020             | 1. Aug. 2020                               | Noelle Wright                                  | 24    |
| Eine neue Klasse Monster unter Lehrerin Miss Mina kommt in den Kindergarten und die bisherige Klasse steigt in den lila Raum auf.                                                                     |                                             |                                               |                          |                                            |                                                |       |
| 8 | Die Supermonster: Tag der Monster           | Super Monsters: Día de los Monsters           | 9. Okt. 2020             | 9. Okt. 2020                               | Noelle Wright                                  | 25    |
| Die Monster besuchen mit Vida ihre Heimatstadt und basteln einen Paradewagen für den Tag der Toten. Albert findet Vidas tierische Freunde.                                                            |                                             |                                               |                          |                                            |                                                |       |
| 9 | Die Supermonster: Monstermäßige Weihnachten | Super Monsters: Santa’s Super Monster Helpers | 8. Dez. 2020             | 8. Dez. 2020                               | Kaaren Lee Brown                               | 24    |
| Die neue Klasse besucht den Weihnachtsmann am Nordpol und besichtigen die Werkstatt. Doch als es Chaos gibt, müssen alle Supermonster aushelfen, damit die Geschenke noch ausgeliefert werden können. |                                             |                                               |                          |                                            |                                                |       |
| 10 | Die Supermonster: Reim gut, alles gut       | Super Monsters: Once Upon a Rhyme             | 1. Juni 2021             | 1. Juni 2021                               | Robert N. Skir                                 | 25    |
| In der Märchennacht lesen die älteren Monster ihre Lieblingsmärchen vor: Hänsel und Gretel, Rotkäppchen, Goldlöckchen und die drei Bären, Rapunzel; die jüngeren Monster tragen Kinderreime vor.      |                                             |                                               |                          |                                            |                                                |       |

## Weitere Staffeln

### Die Supermonster-Monsterparty (2018)
Diese Kollektion enthält Lieder von jeweils 2 Minuten mit Musikvideos, in denen Bilder aus verschiedenen Episoden zusammengeschnitten sind.
| Nr.                                                      | Deutscher Titel    | Originaltitel    |
| -------------------------------------------------------- | ------------------ | ---------------- |
| 1                                                        | Heute              | This Day         |
| 2                                                        | Lieblingsmonster   | Favorite Monster |
| 3                                                        | Besonderes Monster | Special Monster  |
| 4                                                        | Wacht auf!         | Monsters Up      |
| Alle Folgen wurden am 14. September 2018 veröffentlicht. |                    |                  |

### Die Supermonster und ihre Monstertiere (2019)
| Nr. | Deutscher Titel | Originaltitel | Drehbuch                                                                          |
| --- | --- | --- | --------------------------------------------------------------------------------- |
| 1 | Episode: Pizzerias und Streichelzoos Geschichten: Eine geisterhafte Oper / Tanzen im Park / Monstertricks für Crackle    | Pizzerias and Petting Zoos A Ghostly Opera / Everybody Do the Jump / Monster Pet Tricks                                  | Ligiah Villalobos / Latoya Raveneau / Karen Lee Brown                             |
| Griffy und Phoebe spielen in der Pizzeria mit dem Essen. / Die anderen Tiere helfen Molasses beim Tanzen. / Die Tiere versuchen, dem Schmetterling Crackle einen Trick beizubringen.                                                                                | | |                                                                                   |
| 2 | Talentshows und Mondregenbogen Aufmunterung für den Apfelbaum / Das neue Spielzeug / Mondregenbogen-Magie                | Talentshows and Moonbows The Apple of My Eye / Cat Toy Caper / Moonbow Magic                                             | Latoya Raveneau / Bernie Ancheta / Corey Powell                                   |
| Die Tiere müssen den Apfelbaum aufmuntern, um an Äpfel zu kommen. / Phoebe und Mo-Mo wollen mit Henris neuem Ball spielen. / Luna glaubt, ihre Magie funktioniere nicht richtig                                                                                     | | |                                                                                   |
| 3 | Pinsel und Popcorn Molasses’ Meisterwerk / Some Hate over the Moonbow / Cat and Mouse at Katya’s House                   | Paintbrushes and Popcorn Molasses’ Masterpiece / Überraschung am Ende des Mondregenbogens / Katz und Maus in Katyas Haus | Bernie Ancheta / Kaaren Lee Brown / Robert N. Skir                                |
| Molasses malt ein Bild und die anderen raten, was es werden könnte. / Luna zaubert unter dem Blaumond einen besonderen Regenbogen, an dessen Ende ein Topf mit goldenen Futter zu finden sein soll. / Henri und Mo-Mo spielen zusammen.                             | | |                                                                                   |
| 4 | Tierische Freunde Hatschi! / Pizza, Pizza, Pizza! / Wer ist superlangsam?                                                | Furry and Feathered Friends Cuckoo Achoo / Pizza, Pizza, Pizza! / Slower than Molasses                                   | Kaaren Lee Brown / Bernie Ancheta / Robert N. Skir                                |
| Die Tiere finden die Feder eines Kuckucksguru. / Die Tiere wollen Pizza essen, die die Flugziegen bringen sollen. / Molasses macht ein Rennen gegen Jerry. | | |                                                                                   |
| 5 | Magische Edelsteine und niesende Freunde Der fehlende Stein / Abendbrotzeit / Der große Nieser / Ein Snack für Molasses? | Magical Gems and Sneezing Friends The Missing Gem / Nibbles Kibbles / The Big Sneezy / A Snack for Molasses?             | Corey Powell / Evan Gore & Heather Lombard / Kaaren Lee Brown / Ligiah Villalobos |
| Henri verliert seinen Drachenjuwel. / Molasses freut sich aufs Abendbrot, aber die anderen sind schneller. / Henri und Molasses bringen Jerry zum Niesen und Wachsen, um ein Spielzeug zu erreichen. / Molasses versucht, sich einen Apfel aus der Küche zu nehmen. | | |                                                                                   |
| Alle Folgen wurden am 7. Juni 2019 veröffentlicht. | | |                                                                                   |

## Synchronisation
Die deutschsprachige Synchronisation entsteht nach einem Dialogbüchern und unter der Dialogregie von Bärbel Hinniger durch das CSC-Studio in Hamburg.
| Rolle                                                    | Originalsprecher            | Synchronsprecher                    |
| Kinder                                                   | Kinder                      | Kinder                              |
| -------------------------------------------------------- | --------------------------- | ----------------------------------- |
| Cleo Graves                                              | Elyse Maloway               | Katharina von Keller                |
| Drac Shadows                                             | Vincent Tong                | Tim Kreuer                          |
| Frankie Mash                                             | Erin Mathews                | Patrick Bach                        |
| Katya Spelling                                           | Andrea Libman               | Arlette Stanschus                   |
| Lobo Howler                                              | Alessandro Juliani          | Rasmus Borowski                     |
| Spike Gong                                               | Diana Kaarina               | Lotta Doll                          |
| Vida Calavera                                            | Gigi Saul Guerrero          | Liza Ohm                            |
| Zoe Walker                                               | Nicole Anthony              | Franciska Friede                    |
| Olive                                                    | Elicia MacKenzie            | Nadine Schreier                     |
| Rocky                                                    | Asia Mattu                  | Robert Knorr                        |
| Sami Snow                                                | Erin Mathews, Diana Kaarina | Daniela Reidies                     |
| Zane                                                     | Rukiya Bernard              | Daniel Kirchberger                  |
| Albert                                                   | Tabitha St. Germain         | Leonie Landa                        |
| Lehrer und andere                                        |                             |                                     |
| Esmie                                                    | Britt McKillip              | Stephanie Damare                    |
| Igor                                                     | Ian James Corlett           | Wolf Frass                          |
| Jennifer Jekyll                                          | Kathleen Barr               | Kristina von Weltzien               |
| Luigi                                                    | Vincent Tong                | Jens Wendland                       |
| Mr. Gabmore                                              | Vincent Tong                | Holger Umbreit                      |
| Mrs. Carradine                                           | Nicole Anthony              |                                     |
| Doyle Igneous Gargoyle                                   | Ian James Corlett           | Detlef Tams                         |
| Miss Mina                                                | Nicole Anthony              | Manuela Eifrig                      |
| Eltern                                                   |                             |                                     |
| Cleos Mutter Cleopatra                                   | Nicole Oliver               | Elena Wilms                         |
| Dracs Vater Graf Dracula                                 | Edward Foy                  | Frank Gustavus                      |
| Frankies Vater Mr. Mash                                  | Brian Drummond              | Walter Wiegand                      |
| Frankies Mutter Mary Mash                                | Erin Mathews                | Gabriele Libbach                    |
| Katyas Mutter Amy                                        | Elishia Perosa              | Tanja Dohse                         |
| Lobos Vater Jorge                                        | Alessandro Juliani          | Michael Bideller, Kai-Henrik Möller |
| Lobos Großmutter Abuelita                                | Maria J. Cruz               | Gerlinde Dillge                     |
| Spikes Mutter                                            | Erin Mathews                | Dagmar Dreke                        |
| Zoes Vater                                               | Nathan Witte                | Martin Sabel                        |
| Vidas Mutter Officer Calavera                            | Gigi Saul Guerrero          | Jennifer Böttcher                   |
| Samis Mutter                                             | Elyse Maloway               |                                     |
| Monstertiere (in Die Supermonster und ihre Monstertiere) |                             |                                     |
| Hamster Glorb                                            | Kathleen Barr               |                                     |
| Flugziegen Bubble & Trouble                              | Erin Mathews                | Julia Fölster & Linda Fölster       |
| Greif Griffy                                             | Erin Mathews                | Johannes Semm                       |
| Katze Henri                                              | Chiara Zanni                | Nils Rieke                          |
| Hasilope Jerry                                           | Kathleen Barr               | Monty Arnold                        |
| Einhorn Luna                                             | Ingrid Nilson               | Jennifer Böttcher                   |
| Faultier Molasses                                        | Rebecca Shoichet            | Frank Jordan                        |
| Phönix Phoebe                                            | Sabrina Pitre               | Daniela Reidies                     |

## Rezeption
Für die Seite Common Sense Media, die Medien auf die Eignung für Kinder bewertet, vergibt Emily Ashby fünf von fünf Sterne und zeichnet besonders die positiven Botschaften und Vorbilder aus. Sie schreibt: „Super Monsters ist eine überaus entzückend anzuschauende Serie wegen ihrer lebhaften Animation und bunten Figuren. Sie ist eine behutsame Art, die Konzepte Monster und Magie Kindern vorzustellen, da die Erfahrungen der Figuren auf die eigenen der Zuschauer bezogen werden können. Wie Vorschüler sind die Monster anfällig für Fehler und Gegenstand einer Reihe von Emotionen, sodass aus jeder Geschichte etwas Positives gelernt werden kann, und leicht kann man eine bestimmte Episode finden, die ein Thema behandelt, das einem gerade relevant ist.“